# Ка-92
Ка-92 — проект высокоскоростного вертолёта с соосными несущими винтами, разработанный КБ «Камов» в качестве конкурента модели, предложенной КБ Миля. Проект разрабатывается по заказу Правительства Российской Федерации. Его стоимость оценивается в 1,3 миллиарда долларов..

## Дизайн и характеристики
Проект вертолета Ка-92 стал частью программы АО «Вертолёты России» по созданию нового поколения вертолётов среднего класса, способных развивать скорость до 500 км/час (312 миль в час) и преодолевать расстояние до 1400 км. Дизайн концепта и некоторые технические характеристики были представлены на профессиональной выставке HeliRussia-2009 в «Крокус Экспо».
Согласно проекту, вертолёт будет оснащён коаксиальной роторной системой (система соосных несущих винтов), являющейся отличительной чертой моделей, производимых КБ «Камов». Подобно вертолёту Ми-X1, разрабатываемому Московским вертолётным заводом им. Миля, Ка-92 также будет оснащён толкающим винтом, с единственным отличием — на Ка-92 их будет два вместо одного. Как объяснил главный конструктор КБ «Камов» Сергей Михеев, в классической конструкции основной винт поднимает и толкает вертолёт вперед. Такой вертолёт способен развивать скорость не более 300 км/час. «В новой же модели за горизонтальный и вертикальный сегменты полёта будут отвечать разные винты», — сказал Михеев.
Ка-92 планируется как тридцатиместный пассажирский вертолёт с взлётной массой в 16 тонн. По словам Сергея Михеева, первый прототип вертолёта будет оснащён двумя двигателями ВК-2500 с новой трансмиссией, произведёнными АО «ОДК-Климов». В будущем конструкторы планируют установить на Ка-92 более мощные турбовальные двигатели. ВК-3000 мощностью 3200 л. с. С улучшенными аэродинамическими характеристиками и двумя толкающими винтами Ка-92 должен будет достигать крейсерской скорости до 430 км/ч.
В 2015 году контроль над разработкой Ми-Х1 и Ка-92 перешёл от Министерства промышленности и торговли к Министерству обороны по причине сокращения государственного финансирования и роста операционных расходов. По словам представителя ВКС РФ, первый полет прототипа был запланирован на 2018 год, а уже к 2022 году должно было быть налажено серийное производство модели. Однако, на середину 2022 года ни одного полноразмерного образца летательного аппарата представлено не было.